# Paul Ritter (attore)
Paul Ritter (Gravesend, 20 dicembre 1966 – Faversham, 5 aprile 2021) è stato un attore e produttore cinematografico britannico, conosciuto per le sue interpretazioni cinematografiche e televisive.

## Carriera
È noto soprattutto per i suoi ruoli in film tra cui Quantum of Solace, Son of Rambow - Il figlio di Rambo, Harry Potter e il principe mezzosangue e The Eagle, nonché serie televisive tra cui Vera, Friday Night Dinner, The Hollow Crown, The Last Kingdom e per aver interpretato Anatoly Dyatlov in Chernobyl.

## Biografia
Il lavoro sullo schermo di Ritter ha incluso ruoli in Nowhere Boy, il serial televisivo Instinct del 2007, la commedia drammatica Pulling, il ruolo di Pistola in Enrico IV, parte II nel ciclo di BBC Two del film di William Shakespeare, The Hollow Crown, l'attore comico Eric Sykes in Tommy Cooper: Not Like That, Like This e un ruolo da protagonista nel dramma di spionaggio della BBC sulla guerra fredda, The Game . Il Daily Telegraph ha descritto Ritter come "un attore che è sicuramente destinato alla grandezza molto presto. Il suo Pistola trasmetteva perfettamente lo shock di un uomo che a malincuore si era lasciato alle spalle la turbolenta allegria di Eastcheap, e si trovò nella mezza età a contemplare la malinconia di un autunno medievale. "
Dal 2005 al 2006, Ritter ha interpretato Otis Gardiner nella produzione originale del Royal National Theatre del Coram Boy di Helen Edmundson, per il quale ha ricevuto una candidatura per un Olivier Award . È stato anche proposto per un Tony Award nel 2009 per il suo ruolo in The Norman Conquests . Nel 2012, è apparso come il padre del protagonista nella versione teatrale del romanzo di Mark Haddon The Curious Incident of the Dog in the Night-Time al National Theater e nel 2013 come John Major nella prima di Pubblico di Peter Morgan.
È inoltre noto per aver interpretato dal 2011 il ruolo di Martin Goodman nella serie comica di Channel 4 Friday Night Dinner.
Ritter è deceduto per un tumore al cervello il 5 aprile 2021.

## Filmografia

### Cinema
- G.M.T. - Giovani musicisti di talento (G:MT Greenwich Mean Time), regia di John Strickland (1999)
- The Nine Lives of Tomas Katz, regia di Ben Hopkins (2000)
- Esther Kahn, regia di Arnaud Desplechin (2002)
- The Libertine, regia di Laurence Dunmore (2004)
- On a Clear Day, regia di Gaby Dellal (2005)
- Son of Rambow - Il figlio di Rambo (Son of Rambow), regia di Garth Jennings (2007)
- Hannibal Lecter - Le origini del male (Hannibal Rising), regia di Peter Webber (2007)
- L'ombra del sospetto (The Other Man), regia di Richard Eyre (2008)
- Quantum of Solace, regia di Marc Forster (2008)
- Harry Potter e il principe mezzosangue (Harry Potter and the Half-Blood Prince), regia di David Yates (2009)
- Nowhere Boy, regia di Sam Taylor-Johnson (2009)
- The Eagle, regia di Kevin Macdonald (2011)
- Eliminate: Archie Cookson, regia di Robin Holder (2012)
- Suite francese (Suite Française), regia di Saul Dibb (2014)
- L'ora più bella (Their Finest), regia di Lone Scherfig (2016)
- Inferno, regia di Ron Howard (2016)
- L'arma dell'inganno - Operation Mincemeat (Operation Mincemeat), regia di John Madden (2022)

### Televisione
- Metropolitan Police (The Bill) – serie TV, episodio 8x84-12x53 (1992-1996)
- Waking the Dead – serie TV, episodio 6x07-6x08 (2007)
- Friday Night Dinner – serie TV, 37 episodi (2011-2020)
- Grandi speranze (Great Expectations) – miniserie TV, 2 puntate (2011)
- Land Girls – serie TV, 5 episodi (2011)
- Vera – serie TV, 12 episodi (2011-2013)
- Comedy Showcase – serie TV, episodio 3x06 (2012)
- Dirk Gently – serie TV, episodio 1x01 (2012)
- The Bletchley Circle – serie TV, episodi 2x01-2x02 (2014)
- Tommy Cooper: Not Like That, Like This, regia di Benjamin Caron – film TV (2014)
- Chasing Shadows – miniserie TV, 1 puntata (2014)
- The Game – miniserie TV, 6 puntate (2014)
- Mapp and Lucia – miniserie TV, 3 puntate (2014)
- No Offence – serie TV, 21 episodi (2015-2018)
- Top Coppers – serie TV, episodio 1x01 (2015)
- The Last Kingdom – serie TV, episodio 1x06 (2015)
- We're Doomed! The Dad's Army Story, regia di Steve Bendelack – film TV (2015)
- Neil Gaiman's Likely Stories – miniserie TV, 4 puntate (2016)
- Urban Myths – serie TV, episodio 1x01 (2017)
- Philip K. Dick's Electric Dreams – serie TV, episodio 1x01 (2017)
- Cold Feet – serie TV, 6 episodi (2017-2020)
- Lovesick – serie TV, episodio 3x05 (2018)
- Hang Ups – serie TV, 4 episodi (2018)
- Resistance – miniserie TV, 5 puntate (2019)
- Chernobyl – miniserie TV, 4 puntate (2019)
- The Capture – serie TV, 3 episodi (2019)
- The Trial of Christine Keeler – serie TV, episodio 1x06 (2019)
- Caterina la Grande (Catherine the Great) – miniserie TV, 1 puntata (2019)
- Belgravia – miniserie TV, 6 puntate (2020)

## Doppiatori italiani
Nelle versioni in italiano delle opere in cui ha recitato, Paul Ritter è stato doppiato da:
- Franco Mannella in No Offence, The Last Kingdom, Chernobyl
- Stefano Carraro ne L'ombra del sospetto
- Massimo Rossi in Grandi speranze
- Angelo Maggi in Vera
- Gianni Giuliano in L'arma dell'inganno - Operation Mincemeat

## Premi e candidature
| Anno | Award/Event                          | Category                                                                          | Work                 | Result      | Ref    |
| ---- | ------------------------------------ | --------------------------------------------------------------------------------- | -------------------- | ----------- | ------ |
| 2006 | Olivier Awards                       | Miglior attore non protagonista                                                   | Coram Boy            | Candidato/a | [ 10 ] |
| 2009 | Tony Award                           | Migliore interpretazione di un attore con un ruolo in primo piano in una commedia | The Norman Conquests | Candidato/a | [ 11 ] |
| 2019 | Online Film & Television Association | Miglior cast in un film o in serie limitata Da dividere con l'intero cast         | Chernobyl            | Candidato/a | [ 12 ] |